# Giovanni Marzano
Giovanni Marzano (Napoli, 1º giugno 1918 – Antella, 26 aprile 2010) è stato un generale italiano, decorato di Medaglia d'oro al valor militare a vivente nel corso della seconda guerra mondiale.

## Biografia
Nacque a Napoli il 1º giugno 1918, figlio di Alfredo e Gemma Mosca. Dopo aver conseguito il diploma di maturità classica presso il Liceo "Antonio Genovesi" della sua città natale, nell’ottobre 1937 fu ammesso a frequentare, come allievo, la Scuola ufficiali della Guardia di Finanza a Roma. Nominato sottotenente in servizio permanente effettivo nel marzo 1939, fu assegnato, al termine del corso di applicazione, al Comando della tenenza di Castellammare di Stabia. Trasferito in Albania nel luglio 1940, dopo l'entrata in guerra del Regno d'Italia fu mobilitato dal Comando Forze Armate d'Albania l'11 agosto successivo, in vista dello scoppio delle ostilità con la Grecia. Assunse il comando del 3º plotone mitraglieri del III battaglione in zona di operazioni.
Si distinse particolarmente durante i durissimi combattimenti a Qafa Kalibarit, che durarono dall'1 al 4 dicembre 1940. Pur rimasto ferito ad un piede, non lasciò il suo posto di combattimento ed insieme ad altri tre militari, Luigi Alfieri, Domenico Messina e Giuseppe Spina, protesse il villaggio di Costanza per oltre due ore, permettendo così il ripiegamento del battaglione. I tre finanzieri furono colpiti mortalmente, mentre egli, nuovamente ferito alle gambe, rifiutò di arrendersi, continuando a sparare finché, colpito di nuovo, non cadde sulla sua arma. Caduto prigioniero di guerra dei greci, rientrò in Italia il 3 gennaio 1946, con la promozione a tenente con anzianità 20 marzo 1941. Nel 1949 fu insignito della medaglia d'oro al valor militare a vivente.
Presentatosi al Comando Presidio di Bari, fu richiamato in servizio attivo e trasferito al Nucleo di Polizia Tributaria Investigativa di Napoli con funzioni di "Ufficiale Addetto" e si laureò in giurisprudenza presso l'università di Napoli nel 1947. Il 1º agosto di quell'anno assunse il comando della tenenza di Mergellina. Promosso capitano, dal 1956 al 1959 assunse il comando della Compagnia di Massa Carrara. Divenuto maggiore, nell'ottobre del 1959 fu al Gruppo di Firenze, dove prestò servizio fino al 1969. Promosso colonnello, fu assegnato al comando dell’Accademia del Corpo quale vicecomandante, assumendo, il 1º agosto 1970, il comando della 8ª Legione di Firenze, che mantenne per due anni prima di divenire comandante del Nucleo Regionale di Polizia Tributaria di Trieste. Con la promozione a generale di brigata venne trasferito al comando della Zona di Venezia, che diresse fino al novembre 1976, per poi assumere il comando della Zona di Bologna.
Nel 1978 venne collocato in posizione ausiliaria e il 2 giugno 1991 in congedo assoluto, con la promozione, a titolo onorifico, al grado di generale di corpo d'armata.
Si spense il 26 aprile 2010 ad Antella, frazione di Bagno a Ripoli (Firenze), e la salma venne tumulata nel locale cimitero.

### Fonti
1. 1 2 3 4 5 6 7  Combattenti Liberazione.
2. 1 2 3 4 5 6 7 8 9 10 11  Istituto del Nastro Azzurro.
3. 1 2 3  Bagnoli 2014, p. 11.
4. ↑  Medaglie d'oro al valor militare sul sito della Presidenza della Repubblica
5. ↑  Registrato alla Corte dei conti il 27 agosto 1949, Esercito registro 27, foglio 55.